# Friedrich Carl Vogel
Friedrich Carl Vogel (* 20. März 1806 in Frankfurt am Main; † 18. August 1865 in Venedig; auch: Fritz und Julie Vogel) war ein deutscher Lithograf und Fotograf. Er wurde vor allem bekannt durch Fotografien bedeutender Persönlichkeiten der Frankfurter Nationalversammlung 1848 und von Mitgliedern des österreichischen Herrscherhauses.

## Leben

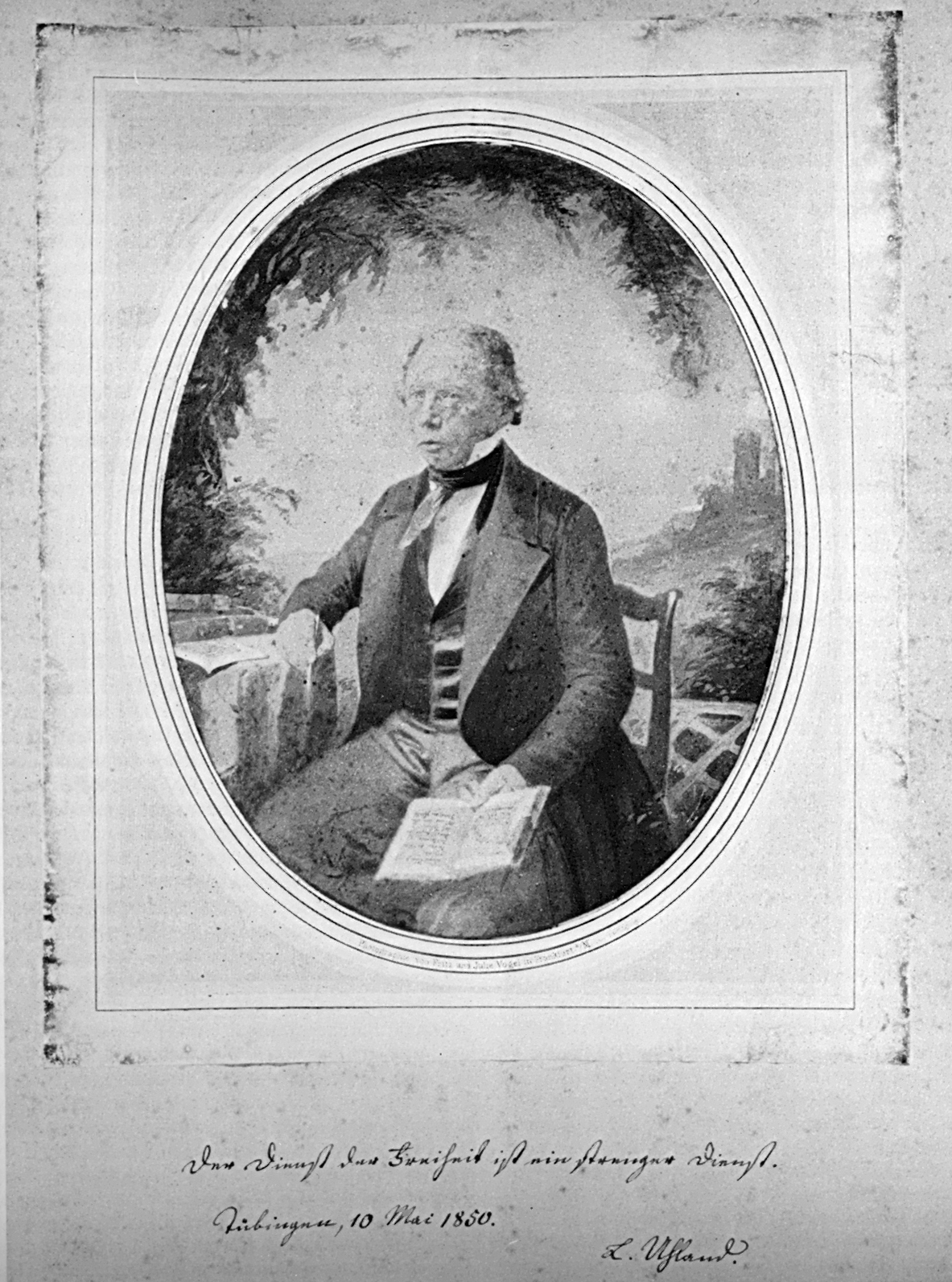
Ludwig Uhland. Kalotypie von F.C. Vogel, 1846

Friedrich Carl Vogel war ein Sohn des Frankfurter Handelsmannes Johannes Vogel und der Pfarrerstochter Louisa Philippina Henrietta Reichard. In Frankfurt betrieb er seit 1827 eine lithografische Anstalt und seit 1837 eine Tapetenfabrik, musste jedoch 1843 Konkurs anmelden. Vogel verlegte 1831 das von Ludwig Emil Grimm geschaffene Verfassungsbild. In dieser Zeit experimentierte er bereits mit der Fotografie. 1846 übernahm er das Fotolabor von Sigismund Gerothwohl in Offenbach, in dem auch seine Frau mitarbeitete. 1851 ging er über Mailand nach Venedig, wo er ein Studio im Palazzo Pisani führte. Er fotografierte vorwiegend Touristen vor schönen Kulissen, die wahrscheinlich von seinem Neffen, dem deutschen Landschaftsmaler Karl Reichardt in Venedig, gestaltet wurden.
Friedrich Carl Vogel war seit 1830 mit der gleichaltrigen Cousine seiner Mutter, Julie Thérèse Schmidt (* 28. Oktober 1806 in St.Marie-aux-mines/Elsaß; gestorben 18. November 1879 in Venedig) verheiratet, die aus einer weitverzweigten lutherischen Pfarrersfamilie stammt. In Frankfurt und Venedig arbeitete sie im Fotolabor mit. Sie könnte die erste Fotografin in Frankfurt gewesen sein.

## Leistungen
Friedrich Carl Vogel war einer der führenden Lithografen in Frankfurt und zählte zu den ersten Fotografen, wobei er sich auch wissenschaftliche Verdienste erwarb. Um 1849 stritt er um das Patent für die Fotomontage.
Bekannt wurde er unter anderem durch Teilnahme an der Weltausstellung 1851 in London als österreichischer Künstler.

## Werke

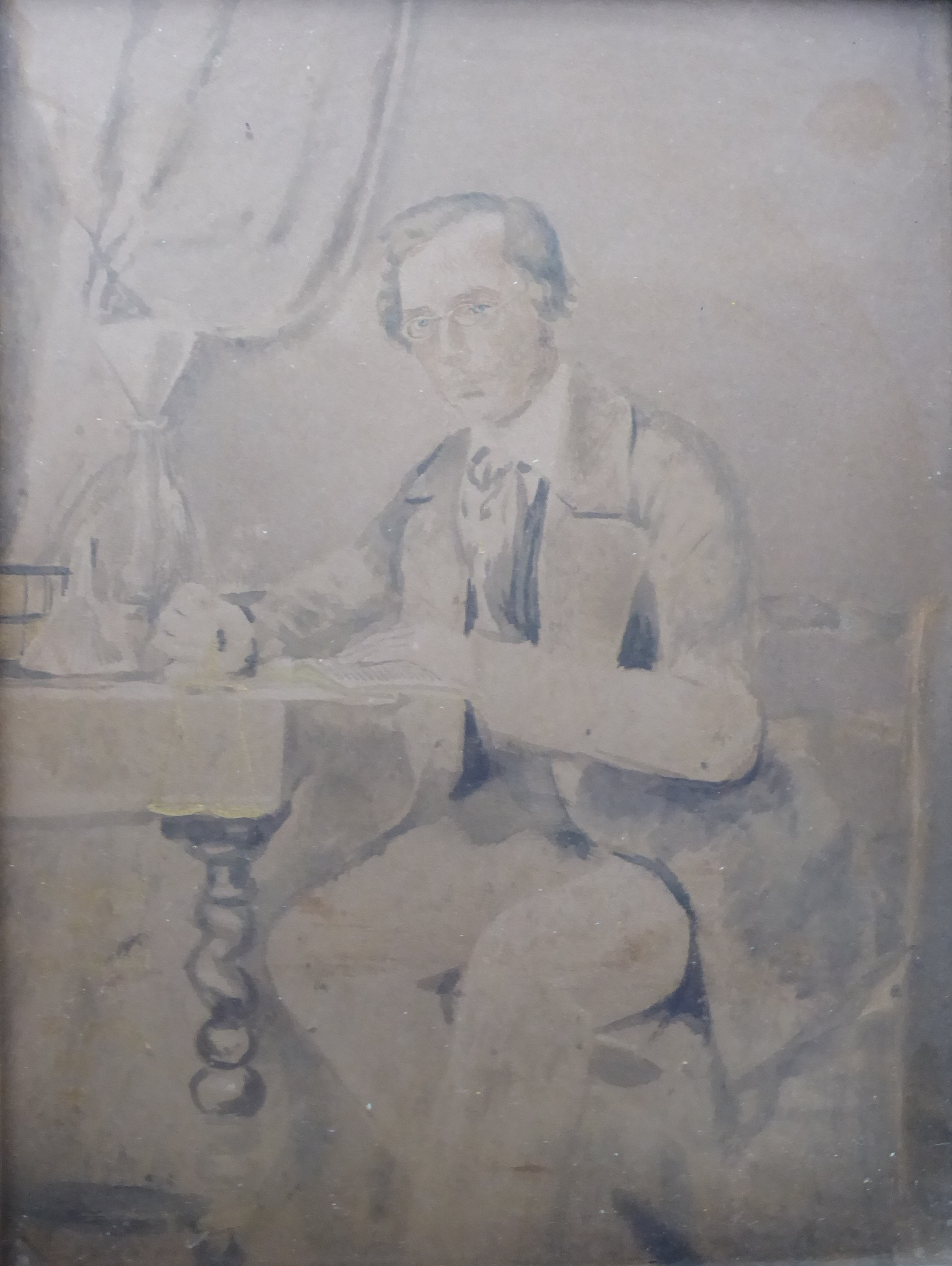
Vogels Vetter, der Apotheker Friedrich Ettling – Photographie 1846

- F. C. Vogels Panorama des Rheins oder Ansichten des rechten und linken Rheinufer von Mainz bis Coblenz. Lithographische Anstalt von F. C. Vogel, Frankfurt/Main 1833.  Digitalisat